# What Can We Do (Deeper Love)
A What Can We Do (Deeper Love) Anastacia amerikai énekesnő száma, melyet a Škoda Auto autógyártó vállalatnak készített el, a cég 2012-es kisaútója a Citigo reklámkampányához. Ez a szám második verziója, hiszen 2011-ben már kiadásra került a Tiestoval elkészített What Can We Do (A Deeper Love) című dance dal, Anastacia viszont a saját stílusában rögzítette, majd újra kiadta a szerzeményt. A Skoda a reklámok legnagyobb részében az Anastacia által "Sprockosított" változatot használta.

## A dal története
2010-ben a Skoda bejelentette, hogy új, 2012-ben érkező kisautóját, a citigot, két művésszel, Anastaciával és Dj Tiestoval népszerűsíti majd. Az előadókkal megkötött szerződés után, 2011-ben megjelent a What Can We Do (A Deeper Love) című dance szám, az ún. Tiesto verzió, melyhez a sztár Kanadában videóklipet is rögzített. A klipben Anastacia nem kapott szerepet, ami a rajongók felháborodását váltotta ki, de az énekesnő ezután bejelentette, hogy nem kell aggódni, hiszen egy saját verziója is készül a dalból, melynek a videóklipjében ő kapja a központi szerepet. Ez így is lett, ezért 2012. július 16-án megjelent a What Can We Do (Deeper Love) hivatalos videóklipje a Skoda Facebook oldalán.

## Videóklip
A klipben központi szerepet kap a Skoda új kisautója a Citigo, melyet Anastacia vezet át Prágán. Itt különböző élethelyzetekben láthatjuk az énekesnőt aki a pékségben vásárol, vagy a tradicionális prágai piacon nézelődik. Végül késő este a belvárosban láthatjuk énekelni, eközben pedig Prága nevezetességei is szerepet kapnak. A klip tehát hivatott az új Citigo és Prága szépségének a bemutatására, népszerűsítésére, mindezt pedig a világsztár Anastaciával érik el. Anastacia stílusa a rajongókat is megörvendezteti, hiszen visszatért hosszú szőke hajához és a különleges szemüvegeihez. A klip nem kapott nagy promóciót, hiszen nem a visszatérő kislemeze Anastaciának, azonban így is nagy érdeklődés kísérte és szinte csak pozitív visszajelzéseket kapott.

## A dal utóélete
Anastacia 2012 július 10-én a Montreauxi Jazz Festival egyik sztárfellépője volt, itt adta elő élőben először a nagyközönségnek a számot. A fellépést követően, nyári turnéjának minden állomásán előadta a Deeper Love-ot. Szeptembertől kezdődő őszi turnéján is nagy valószínűséggel hallható lesz a dal, azonban itt már teljesen új számokat is énekelni fog, hiszen November közepén érkező új albumáról is elő fogja adni az első kislemezes dalokat.

## Érdekesség
Érdekesség, hogy általában egy szám megjelenése után készülnek el a remix változatok, azonban itt teljesen ellenkező volt a sorrend. Először a Tiesto által mixelt Dance változat született meg, később pedig Anastacia készítette el a dal szolidabb, sprockosított (soul/pop/rock) változatát. A dal refrénje, az Apáca Show 2-ből ismert Aretha Franklin slágerből lett kimásolva, a Deeper Love-ból.